# Teren Wileński Pole Armii Krajowej
Teren Wileński "Pole" SZP-ZWZ-AK – struktura terytorialna i bojowa Okręgu Wilno ZWZ-AK swym zasięgiem obejmująca województwo wileńskie z wyjątkiem Wilna.
„Pole” powstało w 1940 jako struktura terenowa Służby Zwycięstwu Polski na Wileńszczyźnie. Komendant pola podlegał dowódcy wojewódzkiemu Wilno (od maja 1940 komendantowi Okręgu Wilno). Jemu zaś podlegali dowódcy powiatowi, a tym dowódcy placówek (placówka obejmowała  zazwyczaj jedną gminę). W styczniu 1943 zlikwidowano podział okręgu na „Dwór” i „Pole”. Od tej pory okręg dzielił się na garnizon miasta Wilno i Inspektoraty.

## Dowództwo
- Komendanci

mjr Józef Roczniak
kpt. Czesław Dębicki „Chudy”
- zastępcy komendanta

kpt. Czesław Dębicki
kpt. Zdzisław Brodzikowski „Rańcza”

## Struktura „Pola”
- (I) Pole Zachód (powiaty: wileńsko-trocki, święciański) - mjr Stanisław Marchewa "Lis"
- (II) Pole Północ – (powiaty: brasławski, dziśnieński, postawski) - mjr Stefan Świechowski "Sulima"
- (III) Pole Południe – (powiaty: oszmiański, mołodecki, wilejski)[1] - kpt. Stefan Zalewski "Skiwski"

Kierowanie wszystkimi sektorami możliwe było dopiero od połowy czerwca 1940. Trzy sektory pola dały początek podziałowi Okręgu Wileńskiego AK na Inspektoraty.